# Thekla Reuten
Thekla Simona Gelsomina Reuten (Bussum, 16 settembre 1975) è un'attrice olandese.

## Biografia
Thekla Reuten è nata a Bussum, nei Paesi Bassi, da padre olandese e da madre italiana, originaria di Benabbio, un paesino toscano nel comune di Bagni di Lucca.

## Filmografia

### Cinema
- De trip van Teetje (1998)
- Het 14e kippetje (1998)
- De rode zwaan (1999)
- Kruimeltje (1999)
- Assolutamente famosi (2000)
- De zwarte meteoor (2000)
- Una bellezza che non lascia scampo (2001)
- De acteurs (2001)
- Chalk (2001)
- Bella Bettien (2002)
- Twin Sisters (2002)
- Spagaat (2002)
- Rosenstrasse (2003)
- Suske en Wiske - De duistere diamant (2004)
- Co/Ma (2004)
- Ober (2006)
- Highlander: The Source (2007)
- In Tranzit (2008)
- In Bruges - La coscienza dell'assassino (2008)
- Wit licht (2008)
- Waffenstillstand (2009)
- The American (2010)
- Hotel Lux (2011)
- Fire Bay (2011)
- Red Sparrow, regia di Francis Lawrence (2018)
- Suspicious minds, regia di Emiliano Corapi (2023)

### Televisione
- Verhalen uit de bijbel (1 episodio, 1996)
- Wij Alexander (8 episodi, 1998)
- Baantjer (1 episodio, 1998)
- De aanklacht (1 episodio, 2000)
- De band (1 episodio, 2004)
- Boks (1 episodio, 2006)
- Sleeper Cell (7 episodi, 2006-2007)
- Lost (1 episodio, 2008)
- Day One (1 episodio)
- Boy Meets Girl Stories#1 - Smachten (2005)
- Shark Tale - Gettin' Fishy with It (2004)
- Mijn zusje Zlata (2003)
- Brush with Fate (2003)
- Arends (1997)
- Restless, regia di Edward Hall – miniserie TV, 2 puntate (2012)
- L'angelo di Sarajevo, regia di Enzo Monteleone (2015)
- Citadel: Diana – serie TV, 6 episodi (2024)